# يو سمايل
يو سمايل بمعنى  تبتسم (بالإنجليزية: U Smile)‏ هي أغنية من قبل فنان التسجيل الكندي جاستن بيبر. أُصدرت كثانى أغانى جاستن الرقمية والوحيدة للنصف الأخير من ألبومه الأول ماي ورلد 2.0.

## الفيديو الموسيقي
تم عرض الفيديو في 30 سبتمبر 2010، عُرض الفيديو لأول مرة على الإنترنت. من إخراج كولين تيلي، التقى ماوس زيجب من قناة أم.تى.في بالفيديو مع مراجعة إيجابية. يرى زيجب أن الفيديو يوضح أن بيبر أكثر نضجًا، ويبدو أنه يستمتع باللحظات الهادئة مع جال له بعيداً عن هيستيريا المعجبين بدون توقف. كما شعر زيبيبي أن الفيديو عرض مهارات بيبر كعامل، كما أنه يحزم كلمات من وراء بيانو كبير.